# Hayim Halevy Donin
Hayim Halevy Donin (1928–1983), va ser un rabí ortodox estatunidenc i fou l'autor de diversos llibres. Donin va néixer amb el nom d'Herman Dolnansky a la ciutat de Nova York i va canviar el seu nom legalment en 1955.

## Formació acadèmica
Donin va obtenir la seva llicenciatura en art a la Universitat Yeshiva en 1948, va rebre la seva ordenació rabínica (semicha) a la Universitat Yeshiva en 1951, va finalitzar el seu mestratge en art a la Universitat de Colúmbia en 1952, i va completar el seu doctorat en filosofia a la Universitat Estatal Wayne en 1966.

## Història
Donin va exercir com a rabí de la congregació Kesher Israel, situada en West Chester, Pennsylvania (entre els anys 1951 i 1953). Va ser conseller de la lògia maçònica dels B'nai B'rith, i també va ser membre de la fundació internacional Hillel, situada en el col·legi estatal de mestres West Chester. En 1953, va ser el rabí de la congregació Bnai David, situada en Southfield, Michigan, a on va romandre com a rabí fins que va emigrar a Eretz Israel en 1973.
Donin va ser professor adjunt d'estudis judaics a la Universitat de Detroit (1969–73), va ser el cofundador, i el primer president de l'escola hebrea de dia "Akiva" (1964), la primera escola de dia moderna i ortodoxa situada a l'àrea metropolitana de Detroit. (Donin havia fundat prèviament l'acadèmia hebrea de Oak Park, Illinois, abans de fundar l'escola hebrea "Akiva"). Donin també va exercir com a vicepresident del consell de la comunitat jueva de Detroit, va ser el president de la junta de llicències per a mestres hebreus a l'àrea metropolitana de Detroit, i va ser membre del comitè ètic i moral del governador de Michigan (1966–68).
En 1961 Donin va participar en una conferència sobre l'envelliment que es va celebrar a la Casa Blanca, com a president de la comissió d'acció social del Consell Rabínic d'Amèrica, en la junta directiva del qual nacional es va exercir posteriorment (entre els anys 1967 i 1968).

## Obres literàries
Després de publicar el llibre "Més enllà de tu mateix" (1965), Donin va escriure una sèrie molt aclamada de llibres sobre la pràctica del judaisme rabínic des d'una perspectiva ortodoxa: "Ser jueu: Una guia per a l'observança jueva en la vida contemporània" (1972); "Com criar a un nen jueu: Una guia per als pares (1977), i "Resar com a jueu: Guia per al llibre d'oracions i el culte a la sinagoga" (1980). Després de l'èxit de "Com ser un jueu", una obra que es va traduir a set idiomes, Donin es va mudar a la ciutat santa de Jerusalem per escriure a temps complet, i va impartir una sèrie de conferències a la Universitat Bar-Ilan, situada a Ramat Gan (1974–76).

## Llegat
Donin va ser un dels mestres més populars en els cursos de conversió al judaisme per a estrangers, que van ser patrocinats conjuntament pel Consell Rabínic d'Amèrica, i pel Gran Rabinat d'Israel. En 1999, Donin va rebre el premi "Torah Umadah" de la Universitat Yeshiva. Donin va ser honrat pòstumament per la Universitat Yeshiva amb el premi Dr. Samuel Belkin a l'excel·lència en l'educació religiosa.